# OSIRIS-REx
OSIRIS-REx (akronym z angl. The Origins, Spectral Interpretation, Resource Identification, Security, Regolith Explorer) je název vesmírné sondy a vědecké vesmírné mise NASA, jejímž cílem bylo studium asteroidu 101955 Bennu a návrat zpět na Zemi s odebranými vzorky. Start sondy se uskutečnil 8. září 2016 a po více než dvou letech na cestě se 3. prosince 2018 sonda dostala do plánované pracovní polohy (přibližně 19 km) nad povrchem planetky. K odběru vzorků došlo 20. října 2020. K návrat vzorků pro jejich detailní výzkum na Zemi došlo 24. září 2023.
Od získaného materiálu si vědci slibují více informací o době před vznikem a z počátků Sluneční soustavy, případně více informací o organických sloučeninách, které mohly vést ke vzniku života.
Sonda samotná pokračuje v prodloužené misi pod změněným názvem OSIRIS-APEX. Jejím novým cílem je blízkozemní planetka (99942) Apophis. Ta v dubnu 2029 proletí ve velmi malé vzdálenosti kolem Země. OSIRIS-APEX pak vstoupí na oběžnou dráhu planetky, odkud by ji měla zkoumat po dobu přibližně 18 měsíců.

## Průběh mise

### Start
Start proběhl 8. září 2016 ve 23:05 UTC z Cape Canaveral AFS ze startovací rampy LC-41 pomocí rakety Atlas V. Raketa v konfiguraci 411 se skládala z prvního stupně s motorem RD-180 s jedním urychlovacím blokem a z druhého stupně Centaur. OSIRIS-REx se po 55 minutách letu oddělil od nosné rakety.

### Přeletová fáze
Sonda opustila oběžnou dráhu Země a vydala se ke svému cíli. 28. prosince 2016 proběhl zážeh motoru tzv. DSM-1 (anglicky Deep Space Maneuver 1), který změnil rychlost o 431 m/s při použití 354 kg paliva a nasměroval sondu na podobnou heliocentrickou oběžnou dráhu, po které obíhá Země kolem Slunce. 18. ledna 2017 se uskutečnil ještě malý korekční manévr.
Oběžná dráha planetky Bennu je oproti rovině ekliptiky skloněná o 6°. Bylo tedy nutné dodat sondě rychlost a směr, aby se dostala na správnou dráhu. 22. září 2017, zhruba po roce letu, čekal tedy OSIRIS-REx gravitační manévr u Země, kdy sonda prolétla ve výšce 17 237 km nad Antarktidou. Během průletu kolem Země proběhly zkoušky vědeckých přístrojů. Další korekce dráhy DSM-2 (anglicky Deep Space Maneuver 2) se uskutečnila 28. června 2018. Sonda změnila rychlost o 16,7 m/s při spotřebě 12,8 kg paliva.
Dne 1. října 2018 začal OSIRIS-REx svou rychlost vůči Bennu snižovat. Během října a listopadu pomocí čtyř zážehů AAM-1 až AAM-4 (anglicky Asteroid Approach Maneuver) z rychlosti přibližování 491 m/s zpomalil na 4 cm/s. 3. prosince 2018 se sonda dostala do vzdálenosti 19 km od povrchu planetky a zahájila výzkumnou fázi svého letu.

### Výzkumná fáze

Časosběrná série snímků z 20. října, kdy odběrné rameno sondy TAGSAM úspěšně odebralo vzorky v lokalitě „Nightingale“.

12. prosince 2019 byl oznámen výběr konkrétní lokace odběru vzorků. Ze čtyř předvybraných kandidátů zvolila NASA nakonec lokalitu s pracovním názvem „Nightingale“ v jednom z kráterů na severní polokouli Bennu. Pro případ komplikací byla vybrána i záložní lokalita, „Osprey“.
14. dubna 2020 byl proveden test přiblížení, během kterého se sonda dostala přibližně do vzdálenosti 65 m k povrchu planetky, další přibližovací test byl úspěšně proveden 11. srpna 2020. Samotný odběr vzorku byl následně proveden 20. října 2020, kdy odběrná hlava byla v kontaktu s povrchem po dobu asi 5 sekund.

### Návrat vzorků

Návratové pouzdro po dopadu.

7. dubna 2021 sonda naposledy proletěla kolem Bennu a začala se od asteroidu vzdalovat, její dvouletá cesta k Zemi započala.
24. září 2023 ve vzdálenosti 63 101 000 km od Země sonda katapultovala návratové pouzdro se vzorkem, které vstoupilo do atmosféry rychlostí 44 500 km/h. Kvůli závadě se však ve výšce 30 400 metrů nad Zemí nerozvinul brzdící padák, i přes tuto závadu (a tedy větší rychlost pouzdra) se však ve výšce 2 700 m. úspěšně rozvinul hlavní padák. Pouzdro dopadlo na plánované místo v Utahu rychlostí 18 km/h.
Pouzdro po dopadu bylo vyzvednuto vrtulníkem a začal jeho průzkum ve specializovaných laboratořích v USA a v Japonsku. Pouzdro bylo poprvé otevřeno 11. října 2023, některé jeho části však byly poškozeny. Všechny vzorky byly z pouzdra vyjmuty až v lednu 2024. Celkem šlo o 121,6 gramů materiálu.

### Prodloužená mise
Po katapultaci návratového pouzdra se sonda začala vzdalovat od Země. Pokračuje v prodloužené misi pod změněným názvem OSIRIS-APEX. Jejím novým cílem je blízkozemní planetka (99942) Apophis. Ta v dubnu 2029 proletí ve velmi malé vzdálenosti kolem Země. OSIRIS-APEX pak vstoupí na oběžnou dráhu planetky, odkud by ji měla zkoumat po dobu přibližně 18 měsíců.

## Přístrojové vybavení
Sonda je vybavena následujícími přístroji:
OCAMS – Akronym pro kamerové vybavení (the OSIRIS-REx Camera Suite, OCAMS), které se skládá ze tří kamer: PolyCam, MapCam a SamCam. Kamery dodala Arizonská univerzita a mají za cíl zkoumat asteroid Bennu z různých pohledů.
Úkoly jednotlivých kamer jsou následující:
- PolyCam – globální pohled a získávání obrázků ve stále větším rozlišení, jak se sonda bude přibližovat k asteroidu, který začne mapovat již ze vzdálenosti 2 milionů km.
- Map Cam – pátrání po průvodcích asteroidu a plynových vlečkách. Mapování asteroidu (i barevně), poskytnutí obrázků ve vysokém rozlišení místa odběru vzorku
- SamCam – kontinuální sledování odběru vzorku

OLA – Laserový výškoměr (the OSIRIS-REx Laser Altimeter, OLA) je skenovací lidar poskytující topografické informace ve vysokém rozlišení.
OVIRS – Spektrometr pracující ve viditelném a infračerveném spektru (the OSIRIS-REx Visible and IR Spectrometer, OVIRS), poskytující informaci o minerálním a organickém složení povrchu a tím i o vhodném místě pro odběr vzorku.
OTES – Spektrometr (the OSIRIS-REx Thermal Emission Spectrometer, OTES), který poskytuje spektrální mapy na základě teplotních dat z infračervené spektroskopie v rozsahu 4–50 µm.
REXIS – Rentgenový spektrometr (the Regolith X-ray Imaging Spectrometer, REXIS) poskytne mapu asteroidu v rozsahu rentgenového záření.
TAGSAM – Systém pro odebrání vzorku (Touch-And-Go Sample Acquisition Mechanism, TAGSAM) složený z odběrové hlavy a robotické manipulační paže.

## Další fotografie

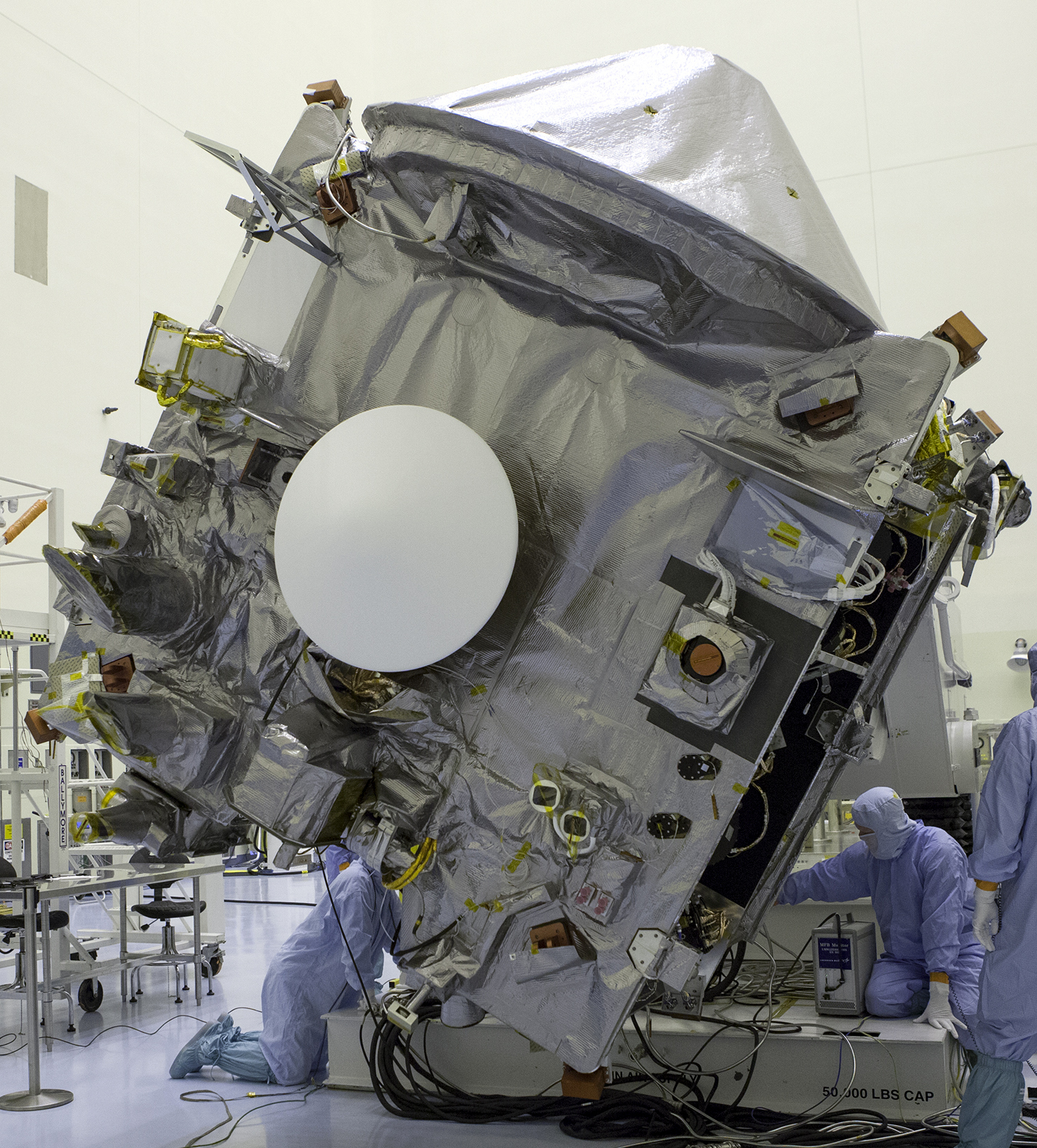
Sonda v sestavovací místnosti
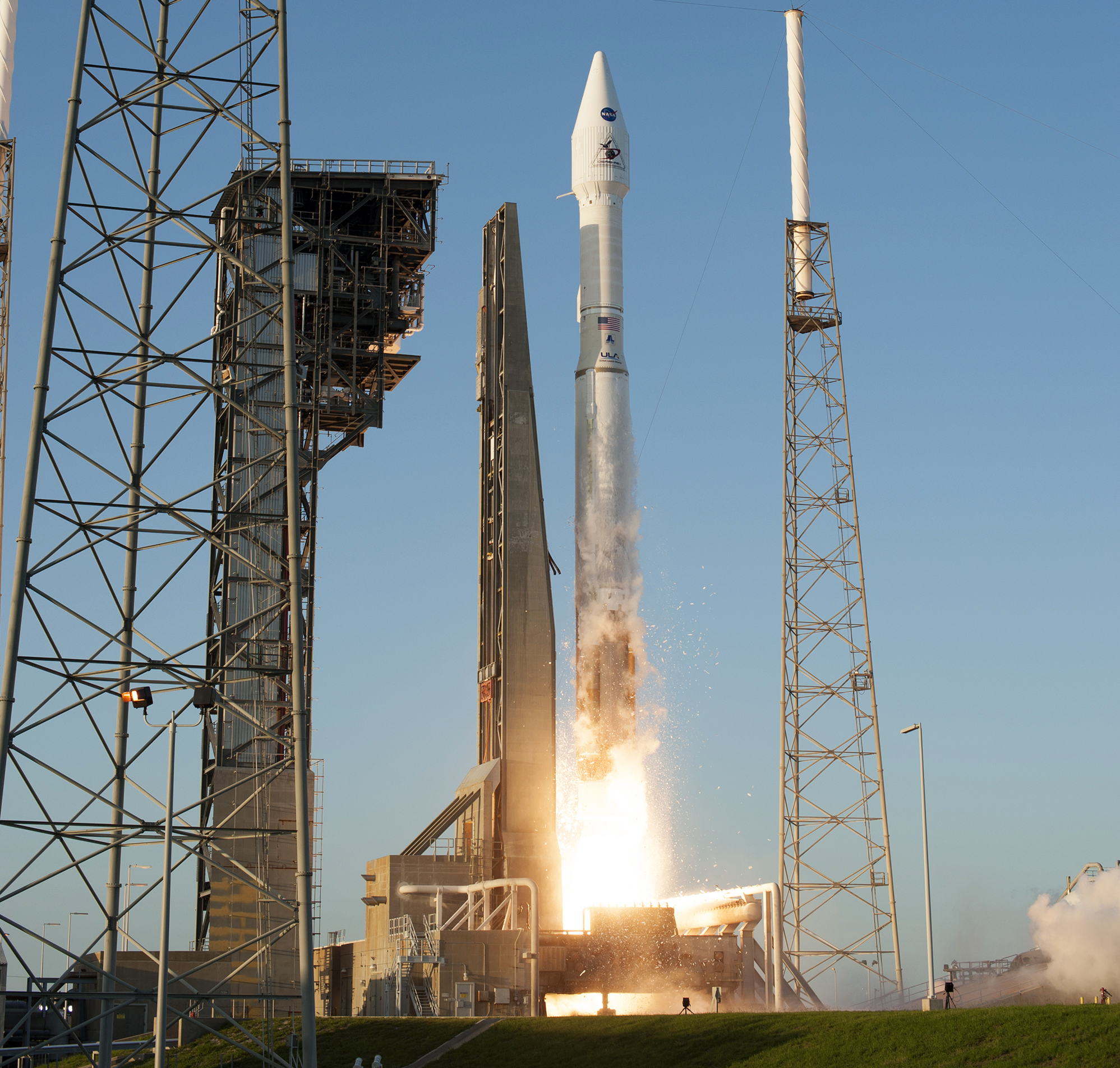
Start rakety Atlas V se sondou
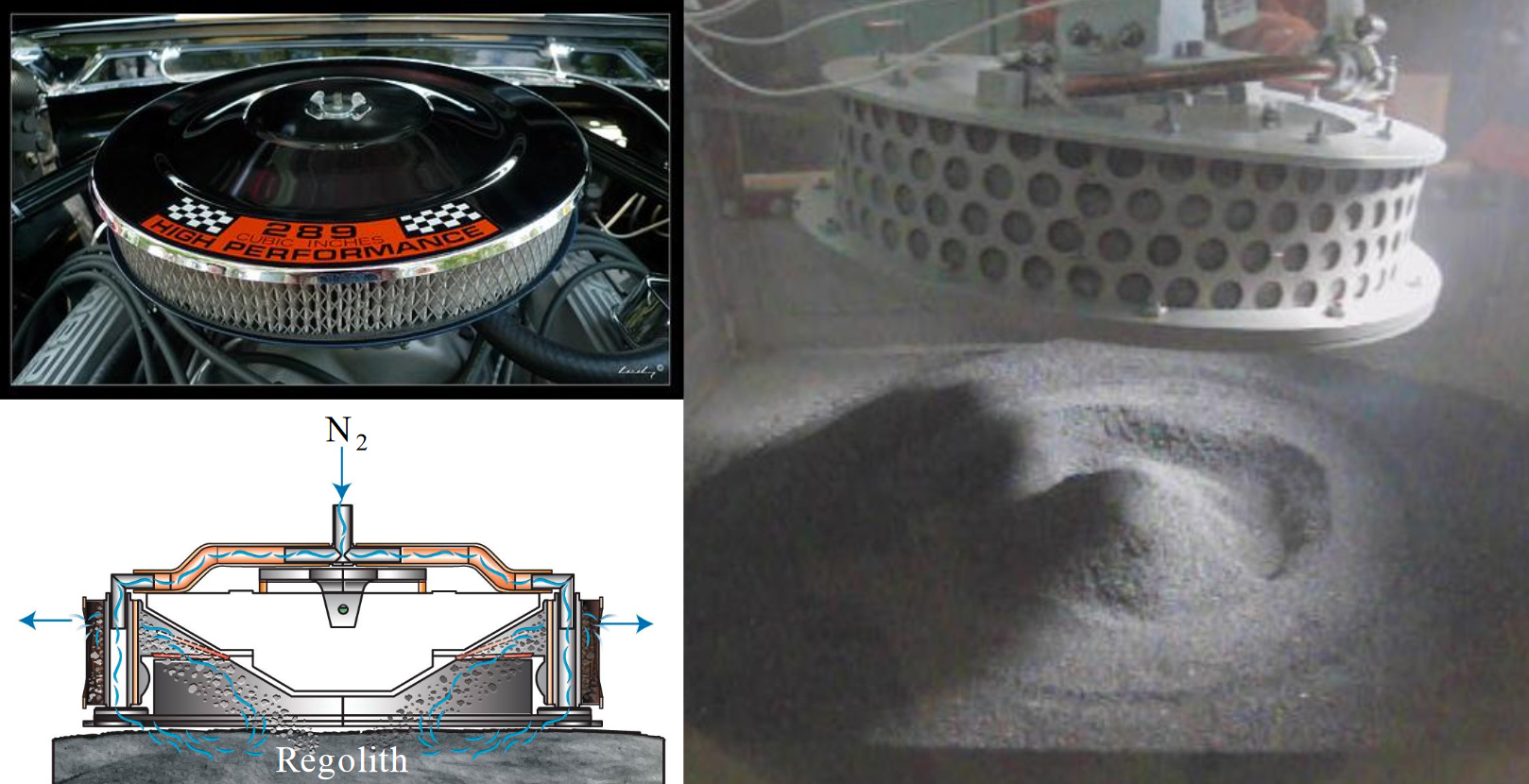
Detail zařízení TAGSAM pro odběr vzorku
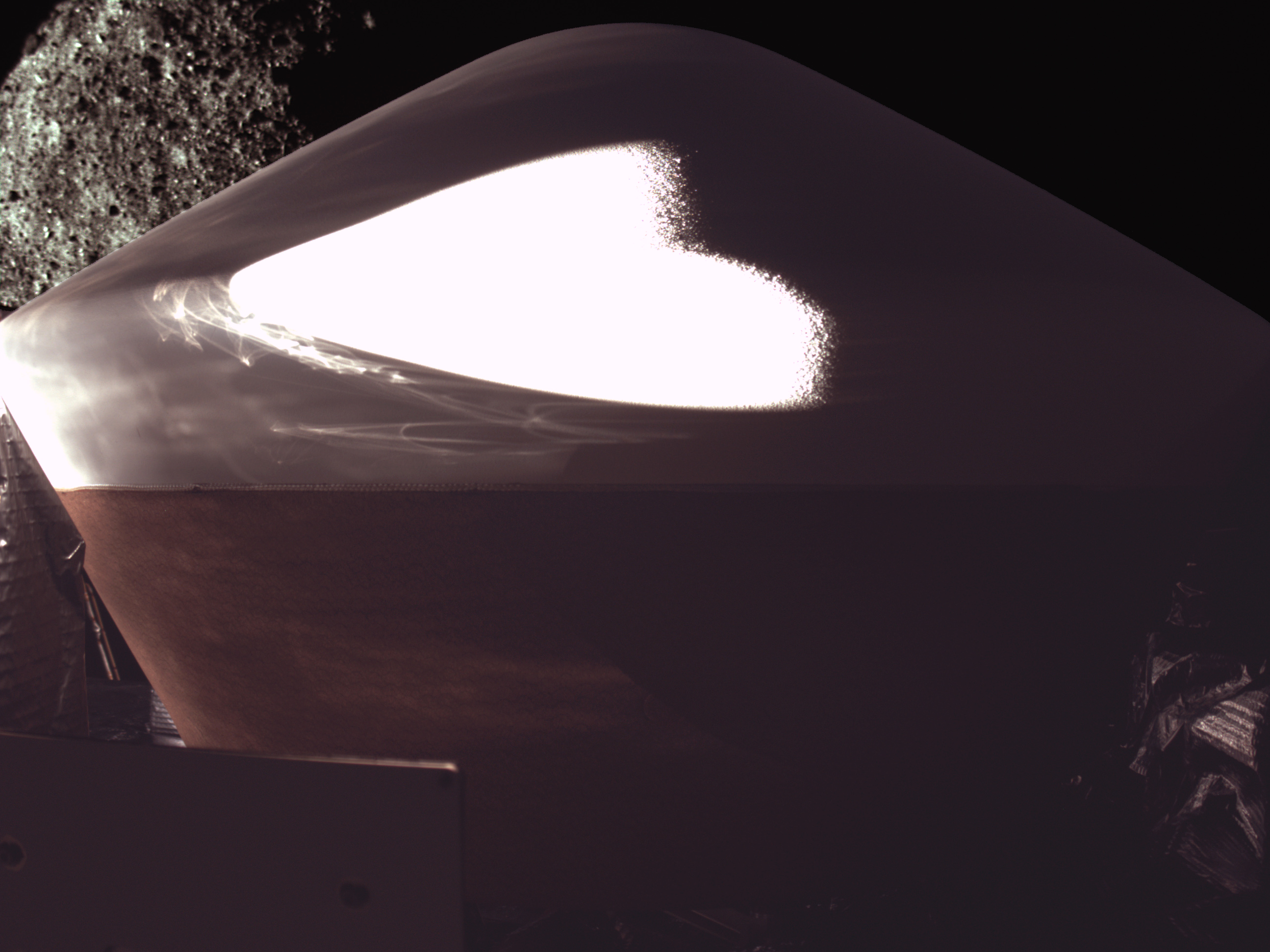
Snímek návratové kapsle SRC, v pozadí asteroid Bennu